# Paraguitelia garambensis
Paraguitelia garambensis är en skalbaggsart som beskrevs av Reé Michel Quentin och Jean François Villiers 1979. Paraguitelia garambensis ingår i släktet Paraguitelia och familjen långhorningar. Inga underarter finns listade i Catalogue of Life.